# Enrique Sáinz Ortueta
Enrique Sáinz Ortueta (19. kolovoza 1917.) je bivši španjolski hokejaš na travi. 
Na hokejaškom turniru na Olimpijskim igrama 1948. u Londonu je igrao za Španjolsku. Španjolska je završila zadnja u skupini "A" s jednom neriješenom i dva poraza te je na kraju dijelila 5. – 13. mjesto.